# El amor
El amor è un album in studio del cantante spagnolo Julio Iglesias, pubblicato nel 1975.

## Tracce
1. Abrázame – 3:29
2. A veces tú, a veces yo – 2:54
3. Tema de amor (Love's Theme) – 3:09
4. Quién – 3:40
5. Cuidado amor – 3:58
6. Quiero – 2:48
7. El amor – 2:49
8. Mi dulce Señor (My Sweet Lord) – 3:36
9. Déjala – 2:45
10. Candilejas – 4:10